# Trio (Band)/Diskografie
Diese Diskografie ist eine Übersicht über die musikalischen Werke der deutschen NDW-Band Trio. Ihre erfolgreichste Veröffentlichung ist die zweite Single Da Da Da ich lieb dich nicht du liebst mich nicht aha aha aha mit mehr als 13 Millionen verkauften Einheiten.

## Alben

### Studioalben
| Jahr | Titel Musiklabel                             | Höchstplatzierung, Gesamtwochen/‑monate, AuszeichnungChartplatzierungen (Jahr, Titel, Musiklabel, Platzierungen, Wochen/Monate, Auszeichnungen, Anmerkungen) | Höchstplatzierung, Gesamtwochen/‑monate, AuszeichnungChartplatzierungen (Jahr, Titel, Musiklabel, Platzierungen, Wochen/Monate, Auszeichnungen, Anmerkungen) | Höchstplatzierung, Gesamtwochen/‑monate, AuszeichnungChartplatzierungen (Jahr, Titel, Musiklabel, Platzierungen, Wochen/Monate, Auszeichnungen, Anmerkungen) | Höchstplatzierung, Gesamtwochen/‑monate, AuszeichnungChartplatzierungen (Jahr, Titel, Musiklabel, Platzierungen, Wochen/Monate, Auszeichnungen, Anmerkungen) | Höchstplatzierung, Gesamtwochen/‑monate, AuszeichnungChartplatzierungen (Jahr, Titel, Musiklabel, Platzierungen, Wochen/Monate, Auszeichnungen, Anmerkungen) | Anmerkungen                              |
| Jahr | Titel Musiklabel                             | DE | AT | CH | UK | US | Anmerkungen                              |
| ---- | -------------------------------------------- | --- | --- | --- | --- | --- | ---------------------------------------- |
| 1981 | Trio Mercury Records                         | DE3 (25 Wo.)DE | AT16 (½ Mt.)AT | — | — | — | Erstveröffentlichung: 20. Oktober 1981   |
| 1983 | Bye Bye DE Trio and Error EN Mercury Records | DE9 (25 Wo.)DE | AT20 (½ Mt.)AT | CH15 (10 Wo.)CH | — | — | Erstveröffentlichung: 30. August 1983    |
| 1985 | Whats the Password Mercury Records           | — | — | — | — | — | Erstveröffentlichung: 17. September 1985 |

grau schraffiert: keine Chartdaten aus diesem Jahr verfügbar

Frontcover zu Bye Bye

### Livealben
| Jahr | Titel Musiklabel                    | Anmerkungen                        |
| ---- | ----------------------------------- | ---------------------------------- |
| 1982 | Live im Frühjahr 82 Mercury Records | Erstveröffentlichung: Oktober 1982 |

### Kompilationen
| Jahr | Titel Musiklabel                                                  | Höchstplatzierung, Gesamtwochen, AuszeichnungChartplatzierungen (Jahr, Titel, Musiklabel, Platzierungen, Wochen, Auszeichnungen, Anmerkungen) | Höchstplatzierung, Gesamtwochen, AuszeichnungChartplatzierungen (Jahr, Titel, Musiklabel, Platzierungen, Wochen, Auszeichnungen, Anmerkungen) | Höchstplatzierung, Gesamtwochen, AuszeichnungChartplatzierungen (Jahr, Titel, Musiklabel, Platzierungen, Wochen, Auszeichnungen, Anmerkungen) | Höchstplatzierung, Gesamtwochen, AuszeichnungChartplatzierungen (Jahr, Titel, Musiklabel, Platzierungen, Wochen, Auszeichnungen, Anmerkungen) | Höchstplatzierung, Gesamtwochen, AuszeichnungChartplatzierungen (Jahr, Titel, Musiklabel, Platzierungen, Wochen, Auszeichnungen, Anmerkungen) | Anmerkungen                                                                |
| Jahr | Titel Musiklabel                                                  | DE | AT | CH | UK | US | Anmerkungen                                                                |
| ---- | ----------------------------------------------------------------- | --- | --- | --- | --- | --- | -------------------------------------------------------------------------- |
| 1986 | 1981–1985: 5 Jahre zuviel Mercury Records                         | — | — | — | — | — | Erstveröffentlichung: 11. August 1986                                      |
| 1990 | Da Da Da ich lieb dich nicht Mercury Records                      | — | — | — | — | — | Erstveröffentlichung: 1990                                                 |
| 1996 | Da Da Da Mercury Records                                          | — | — | — | — | US118 (12 Wo.)US | Erstveröffentlichung: 19. Dezember 1996 Veröffentlichung nur in Kanada/USA |
| 2000 | Triologie: The Best of Mercury Records                            | — | — | — | — | — | Erstveröffentlichung: 22. Februar 2000                                     |
| 2000 | Golden Stars – The Best of Trio & Stephan Remmler Mercury Records | — | — | — | — | — | Erstveröffentlichung: 2000                                                 |

### Demos
| Jahr | Titel Musiklabel  | Anmerkungen                                          |
| ---- | ----------------- | ---------------------------------------------------- |
| 1981 | Trio Selbstverlag | Erstveröffentlichung: Februar 1981 3-Track-10″-Vinyl |

## Singles

### Als Leadmusiker
| Jahr | Titel Album | Höchstplatzierung, Gesamtwochen/‑monate, AuszeichnungChartplatzierungen (Jahr, Titel, Album, Platzierungen, Wochen/Monate, Auszeichnungen, Anmerkungen) | Höchstplatzierung, Gesamtwochen/‑monate, AuszeichnungChartplatzierungen (Jahr, Titel, Album, Platzierungen, Wochen/Monate, Auszeichnungen, Anmerkungen) | Höchstplatzierung, Gesamtwochen/‑monate, AuszeichnungChartplatzierungen (Jahr, Titel, Album, Platzierungen, Wochen/Monate, Auszeichnungen, Anmerkungen) | Höchstplatzierung, Gesamtwochen/‑monate, AuszeichnungChartplatzierungen (Jahr, Titel, Album, Platzierungen, Wochen/Monate, Auszeichnungen, Anmerkungen) | Höchstplatzierung, Gesamtwochen/‑monate, AuszeichnungChartplatzierungen (Jahr, Titel, Album, Platzierungen, Wochen/Monate, Auszeichnungen, Anmerkungen) | Anmerkungen |
| Jahr | Titel Album | DE | AT | CH | UK | US | Anmerkungen |
| ---- | --- | --- | --- | --- | --- | --- | --- |
| 1982 | Da Da Da ich lieb dich nicht du liebst mich nicht aha aha aha DE Da Da Da I Don’t Love You You Don’t Love Me Aha Aha Aha EN Trio | DE2 Gold · (27 Wo.)DE | AT1 (4½ Mt.)AT | CH1 (12 Wo.)CH | UK2 Silber · (10 Wo.)UK | — | Erstveröffentlichung: 3. Februar 1982 (DE-Version) Erstveröffentlichung: 12. Juni 1982 (EN-Version) Verkäufe: + 13.000.000 |
| 1982 | Anna – Lassmichrein Lassmichraus DE Anna – Letmeinletmeout EN –                                                                  | DE3 (22 Wo.)DE | AT16 (1 Mt.)AT | — | — | — | Erstveröffentlichung: 4. Oktober 1982 (DE-Version) Erstveröffentlichung: 12. Februar 1983 (EN-Version)                     |
| 1983 | Bum bum DE Boom Boom EN Bye Bye                                                                                                  | DE7 (13 Wo.)DE | AT13 (1½ Mt.)AT | CH9 (4 Wo.)CH | — | — | Erstveröffentlichung: 18. April 1983 (DE-Version) Erstveröffentlichung: 5. November 1983 (EN-Version)                      |
| 1983 | Herz ist Trumpf (Dann rufst du an …) DE Hearts Are Trump EN Bye Bye                                                              | DE12 (20 Wo.)DE | AT3 (3½ Mt.)AT | CH9 (13 Wo.)CH | — | — | Erstveröffentlichung: 19. September 1983 (DE-Version) Erstveröffentlichung: 31. Oktober 1983 (EN-Version)                  |
| 1983 | Turaluraluralu – Ich mach BuBu was machst du DE Tooralooralooraloo – Is It Old & Is It New EN Bye Bye                            | DE6 (13 Wo.)DE | AT8 (2½ Mt.)AT | CH4 (7 Wo.)CH | — | — | Erstveröffentlichung: 19. November 1983 (DE-Version) Erstveröffentlichung: Dezember 1983 (EN-Version)                      |
| 1984 | Tutti Frutti Bye Bye | DE75 (1 Wo.)DE | — | — | — | — | Erstveröffentlichung: 31. März 1984 Original: Little Richard                                                               |
| 1985 | Drei gegen Drei Whats the Password                                                                                               | — | — | — | — | — | Erstveröffentlichung: 10. September 1985                                                                                   |
| 1985 | Ready for You Whats the Password                                                                                                 | — | — | — | — | — | Erstveröffentlichung: 22. Oktober 1985                                                                                     |
| 1986 | My Sweet Angel Whats the Password                                                                                                | — | — | — | — | — | Erstveröffentlichung: 1986                                                                                                 |

Label zu Da da da
Label zu Anna
Label zu Turaluraluralu

### Als Gastmusiker
| Jahr | Titel Album                                         | Höchstplatzierung, Gesamtwochen/‑monate, AuszeichnungChartplatzierungen (Jahr, Titel, Album, Platzierungen, Wochen/Monate, Auszeichnungen, Anmerkungen) | Höchstplatzierung, Gesamtwochen/‑monate, AuszeichnungChartplatzierungen (Jahr, Titel, Album, Platzierungen, Wochen/Monate, Auszeichnungen, Anmerkungen) | Höchstplatzierung, Gesamtwochen/‑monate, AuszeichnungChartplatzierungen (Jahr, Titel, Album, Platzierungen, Wochen/Monate, Auszeichnungen, Anmerkungen) | Höchstplatzierung, Gesamtwochen/‑monate, AuszeichnungChartplatzierungen (Jahr, Titel, Album, Platzierungen, Wochen/Monate, Auszeichnungen, Anmerkungen) | Höchstplatzierung, Gesamtwochen/‑monate, AuszeichnungChartplatzierungen (Jahr, Titel, Album, Platzierungen, Wochen/Monate, Auszeichnungen, Anmerkungen) | Anmerkungen                                                                             |
| Jahr | Titel Album                                         | DE | AT | CH | UK | US | Anmerkungen                                                                             |
| ---- | --------------------------------------------------- | --- | --- | --- | --- | --- | --------------------------------------------------------------------------------------- |
| 1983 | Ich hab’ dich doch lieb So viele Lieder sind in mir | DE8 (17 Wo.)DE | AT10 (½ Mt.)AT | — | — | — | Erstveröffentlichung: Januar 1983 Nicole feat. Trio                                     |
| 1985 | Nackt im Wind –                                     | DE3 (10 Wo.)DE | AT18 (2½ Mt.)AT | CH21 (3 Wo.)CH | — | — | Erstveröffentlichung: 21. Januar 1985 Verkäufe: + 150.000; als Teil von Band für Afrika |

## Videoalben und Musikvideos

### Videoalben
| Jahr | Titel Musiklabel                 | Anmerkungen                          |
| ---- | -------------------------------- | ------------------------------------ |
| 1986 | The Video Singles Polygram       | Erstveröffentlichung: 1986           |
| 2003 | The Best of Trio Mercury Records | Erstveröffentlichung: 4. August 2003 |

### Musikvideos
| Jahr | Titel                                                         | Regisseur(e)                                   |
| ---- | ------------------------------------------------------------- | ---------------------------------------------- |
| 1982 | Da Da Da ich lieb dich nicht du liebst mich nicht aha aha aha | Dieter Meier (Version 1) Unbekannt (Version 2) |
| 1982 | Anna – Lassmichrein Lassmichraus                              | Dieter Meier                                   |
| 1983 | Bum bum (2 Versionen)                                         |                                                |
| 1983 | Wake Up                                                       | DoRo (Rudi Dolezal und Hannes Rossacher)       |
| 1983 | Herz ist Trumpf (Dann rufst du an …)                          | DoRo                                           |
| 1983 | Girl, Girl, Girl                                              | DoRo                                           |
| 1983 | Turaluraluralu – Ich mach BuBu was machst du                  | DoRo                                           |
| 1984 | Tutti Frutti                                                  | DoRo                                           |
| 1985 | Nackt im Wind                                                 |                                                |
| 1985 | Drei gegen drei                                               |                                                |
| 1985 | Ready for You                                                 |                                                |

## Sonderveröffentlichungen

### Alben
| Jahr | Titel Musiklabel     | Anmerkungen                                                   |
| ---- | -------------------- | ------------------------------------------------------------- |
| 2012 | Icon Universal Music | Erstveröffentlichung: 4. September 2012 Teil der „Icon“-Reihe |

### Lieder
| Jahr | Titel Album                                         | Anmerkungen                                            |
| ---- | --------------------------------------------------- | ------------------------------------------------------ |
| 1983 | Ich hab’ dich doch lieb So viele Lieder sind in mir | Erstveröffentlichung: September 1983 Nicole feat. Trio |

### Singles
| Jahr | Titel Album                           | Anmerkungen                                                                |
| ---- | ------------------------------------- | -------------------------------------------------------------------------- |
| 1981 | Halt mich fest ich werd verrückt Trio | Erstveröffentlichung: 7. Oktober 1981 Bonus-Single zur 1. Auflage von Trio |

### Videoalben
| Jahr | Titel Musiklabel                                          | Anmerkungen                                                        |
| ---- | --------------------------------------------------------- | ------------------------------------------------------------------ |
| 2012 | … und dann kannst du mich von vorne sehen Universal Music | Erstveröffentlichung: 17. Februar 2012 Teil der „Rockpalast“-Reihe |
| 2016 | Live im BeatClub III Sireena Records                      | Erstveröffentlichung: 2. Dezember 2016 Teil der „BeatClub“-Reihe   |

## Statistik

### Chartauswertung
|                     | DE    | AT    | CH    | UK    | US    |
| ------------------- | ----- | ----- | ----- | ----- | ----- |
| Nummer-eins-Alben   | DE—DE | AT—AT | CH—CH | UK—UK | US—US |
| Top-10-Alben        | DE2DE | AT—AT | CH—CH | UK—UK | US—US |
| Alben in den Charts | DE2DE | AT2AT | CH1CH | UK—UK | US1US |

|                       | DE    | AT    | CH    | UK    | US    |
| --------------------- | ----- | ----- | ----- | ----- | ----- |
| Nummer-eins-Singles   | DE—DE | AT1AT | CH1CH | UK—UK | US—US |
| Top-10-Singles        | DE6DE | AT4AT | CH4CH | UK1UK | US—US |
| Singles in den Charts | DE8DE | AT7AT | CH5CH | UK1UK | US—US |

### Auszeichnungen für Musikverkäufe
| Goldene Schallplatte - Neuseeland - 1983: für die Single Da Da Da I Don’t Love You You Don’t Love Me Aha Aha Aha 2× Platin-Schallplatte - Kanada - 1983: für die Single Da Da Da I Don’t Love You You Don’t Love Me Aha Aha Aha |

Anmerkung: Auszeichnungen in Ländern aus den Charttabellen bzw. Chartboxen sind in ebendiesen zu finden.
| Land/RegionAuszeichnungen für Musikverkäufe (Land/Region, Auszeichnungen, Verkäufe, Quellen) | Silber  | Gold     | Platin     | Verkäufe | Quellen                           |
| -------------------------------------------------------------------------------------------- | ------- | -------- | ---------- | -------- | --------------------------------- |
| Deutschland (BVMI)                                                                           | —       | Gold1    | —          | 400.000  | musikindustrie.de Einzelnachweise |
| Kanada (MC)                                                                                  | —       | —        | 2× Platin2 | 200.000  | musiccanada.com                   |
| Neuseeland (RMNZ)                                                                            | —       | Gold1    | —          | 10.000   | Einzelnachweise                   |
| Vereinigtes Königreich (BPI)                                                                 | Silber1 | —        | —          | 250.000  | bpi.co.uk                         |
| Insgesamt                                                                                    | Silber1 | 2× Gold2 | 2× Platin2 |          |                                   |

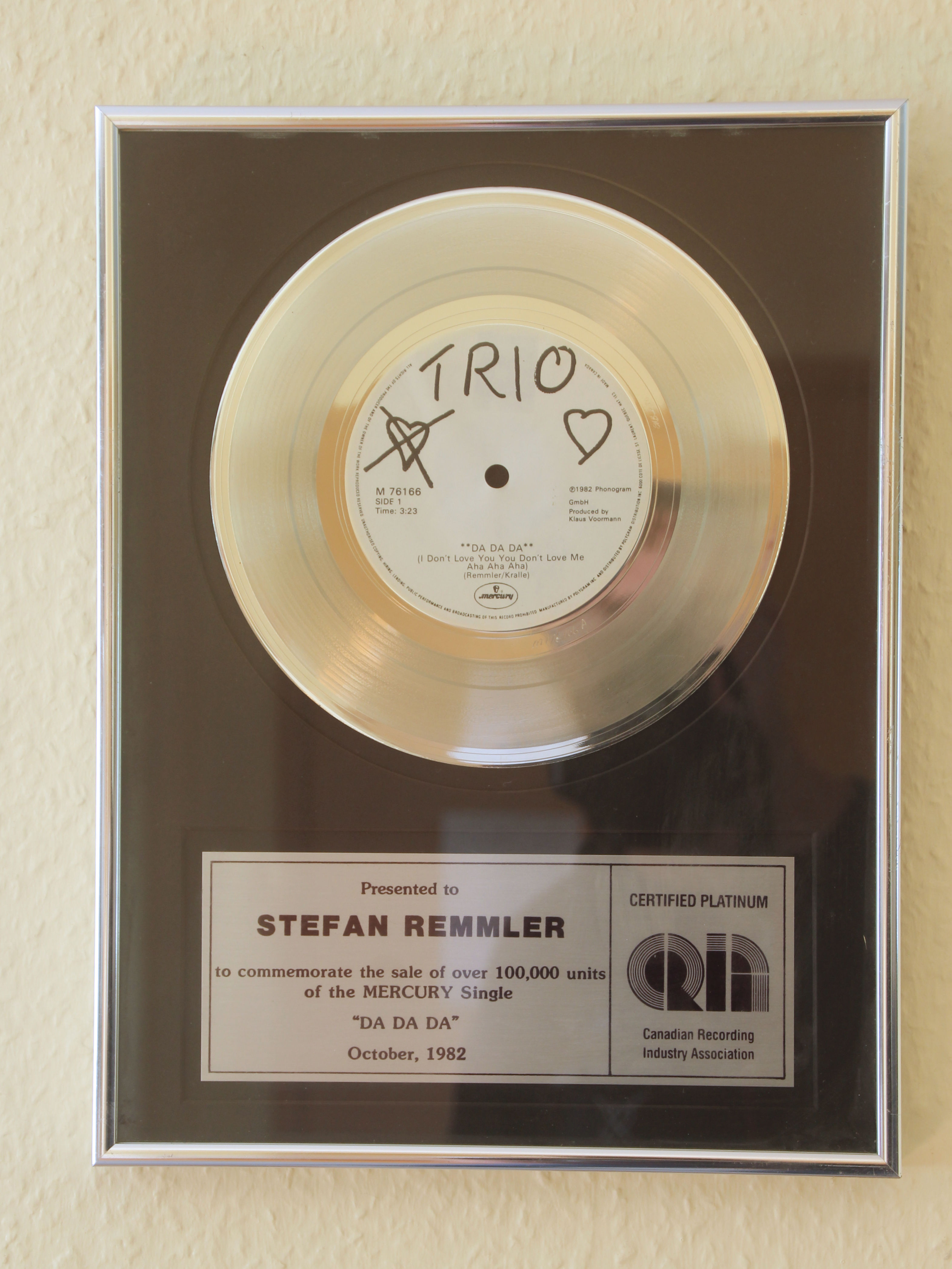
Platinauszeichnung in Kanada